# Oklatheridium
Oklatheridium — вимерлий рід дельтатероїдів. Представляє крейду США (колекції Монтани, Оклахоми, Техасу, Вайомінгу).